# Kristallhöhle Kobelwald
Die Kristallhöhle Kobelwald liegt in der Gemeinde Oberriet im St. Galler Rheintal, am Fusse des Alpsteingebietes in der Schweiz.

## Ausbau
Der vordere Teil der Höhle ist als Schauhöhle ausgebaut. Der hintere Teil der Höhle ist nur für Höhlenforscher zugänglich. In der zweiten Hälfte des 20. Jahrhunderts wurde ein grösserer Eingangsbereich gebaut.

Eingang 1947
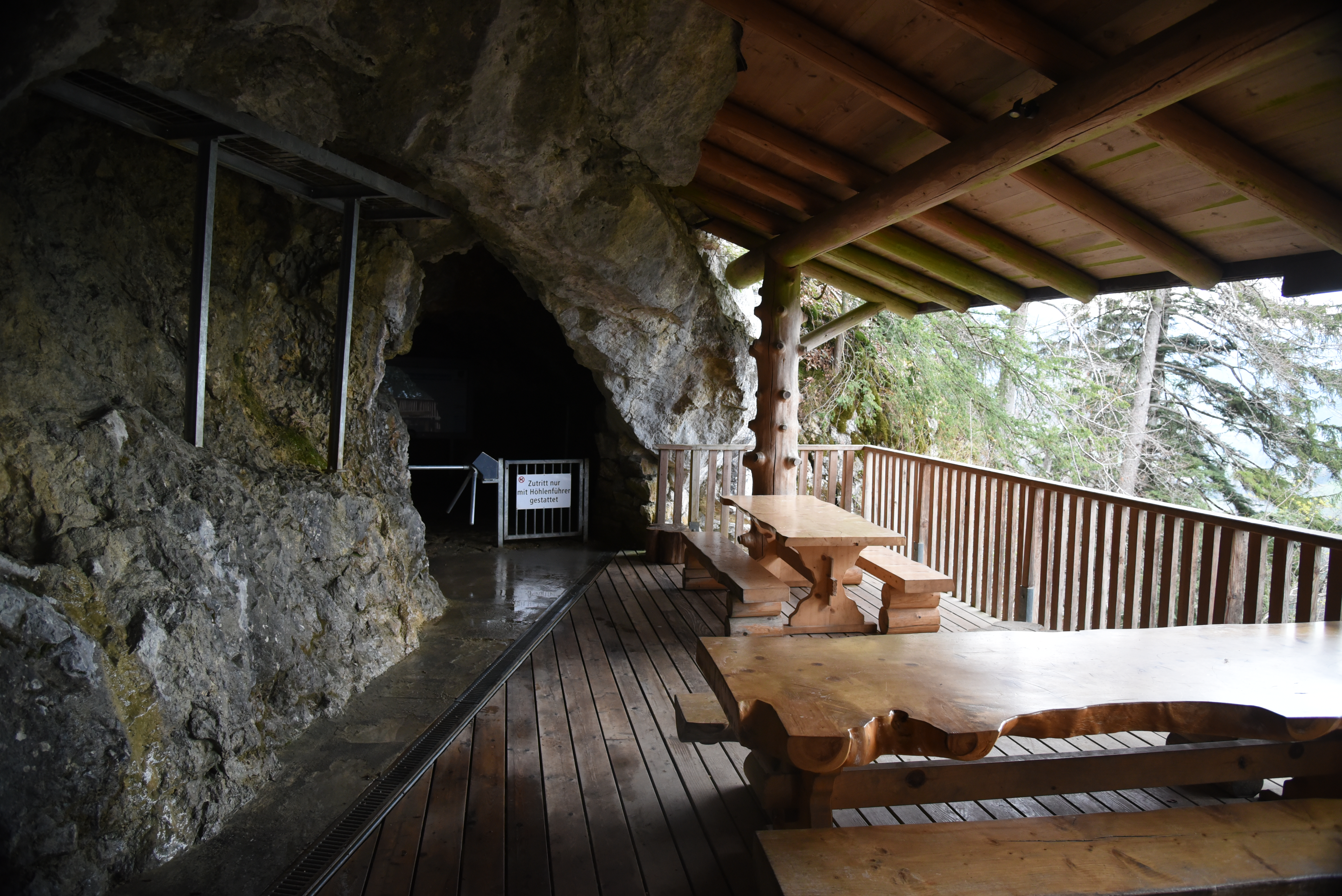
Eingang 2019

## Fauna
Zumindest bis 1957 waren in der Höhle auch gewisse Fledermäuse zuhause.

## Anreise, Öffnungszeiten
Sie ist vom Parkplatz hinter dem Dorf Kobelwald aus zu Fuss in 15 Minuten erreichbar. Sie ist vom Ostersonntag bis zum 31. Oktober geöffnet.

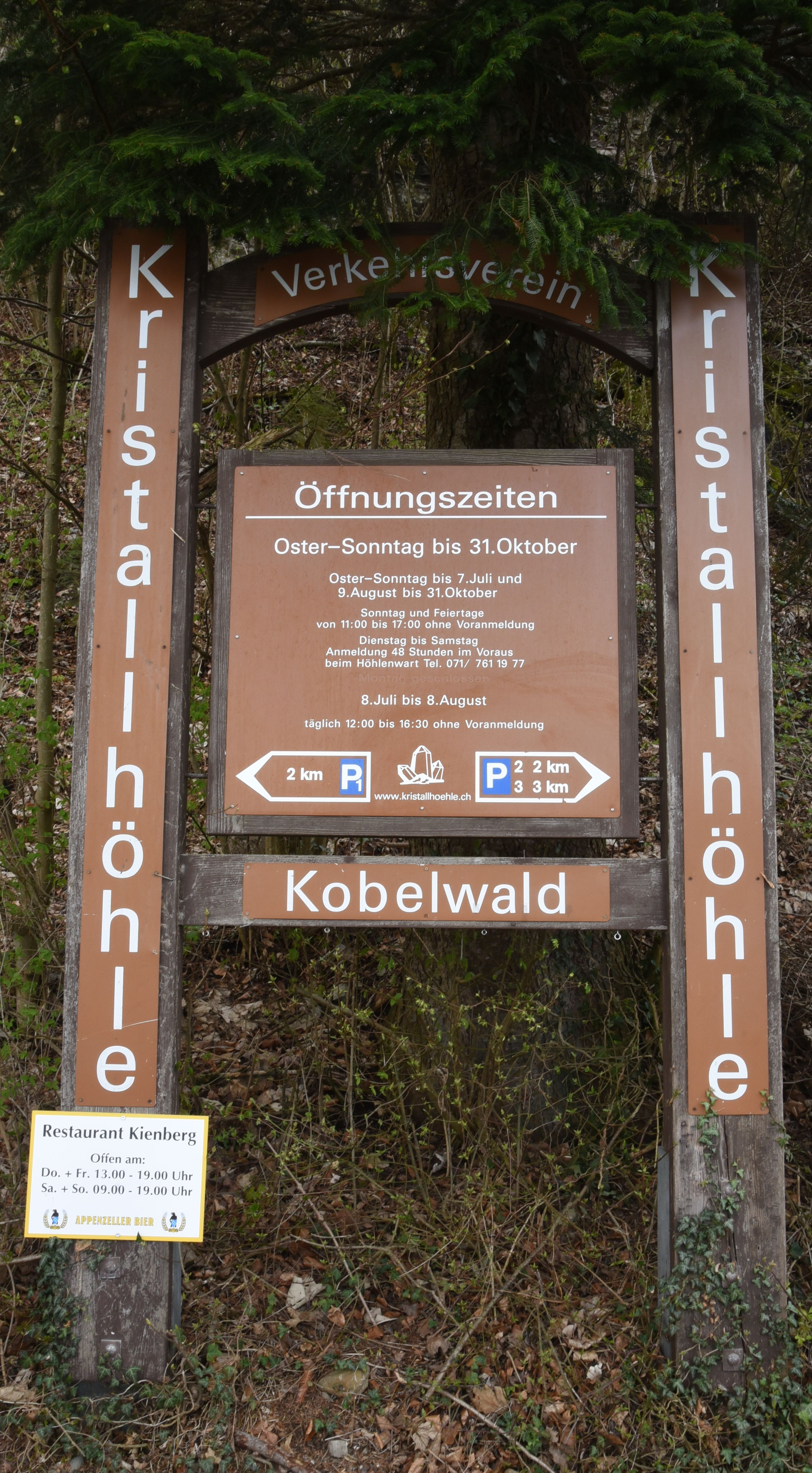
Infotafel unten am Berg
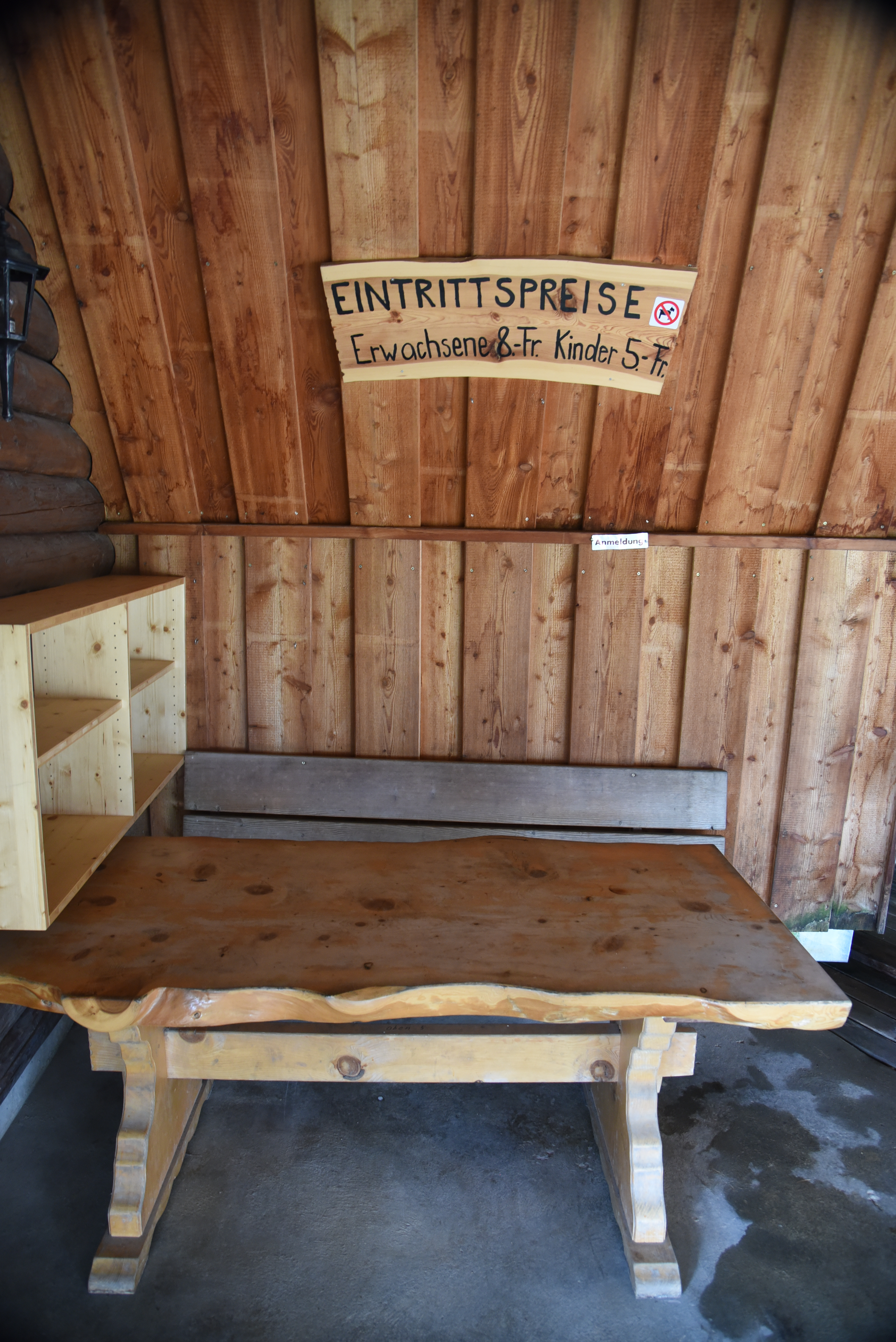
Kasse

## Kristallhöhlenmord von Oberriet SG
Im Oktober 1982 wurden bei der Kristallhöhle zwei Mädchen ermordet aufgefunden. Das Verbrechen ist ungeklärt und seit 2012 – 30 Jahre nach der Tat – verjährt. Peter Beutler verfasste 2014 den Kriminalroman Kristallhöhle, der 1982 spielt.